# ترکیب تیم‌های لیگ ملت‌های والیبال مردان ۲۰۲۱
این مقاله لیست کلیه تیم های شرکت کننده در لیگ ملت های والیبال مردان ۲۰۲۱ را نشان می دهد.

## آرژانتین
موارد زیر لیست آرژانتین در لیگ ملت های مردان ۲۰۲۱ است.
سرمربی:  مارسلو مندز
تیم ملی آرژانتین (۱۸ نفر دعوت شده اند) : 
پاسورها: لوسیانو دچکو، ماتیاس سانچز، نیکولاس اوریاته
پشت‌خط‌زن ها: فدریکو پریرا، برونو لیما، لوسیانو پالونسکی
سرعتی‌زن ها: سباستین سوله، پابلو کرر، آگوستین لوزر، مارتین راموس
قدرتی‌زن ها: فاکوندو کونته، کریستین پوگلاخن، ازکوییل پالاسیوس، جان مارتینز فرانچی، نیکولاس لازو، نیکولاس مندز
لیبرو ها: سانتیاگو دانانی، فرانکو ماسیمینو

## استرالیا
موارد زیر لیست استرالیا در لیگ ملت های مردان ۲۰۲۱ است.
سرمربی:  مارکوس پینیرو میراندا
تیم ملی استرالیا (۱۸بازیکن دعوت شده اند) :
پاسورها: دوسانچ، باتلر
پشت‌خط‌زن ها: ویلیامز، اوبری
سرعتی‌زن ها: موته، گراهام، مک دونالد، ویِر، اودآ
قدرتی‌زن ها: اسمیت، پاول، سِنیکا، تیم تیلور، گرت، آزیز، فلاوردِی
لیبرو ها: لوک پری، گرِبر

## برزیل
لیست زیر لیست برزیل در لیگ ملت های مردان ۲۰۲۱ است.
سرمربی:  رنان دال زوتو
تیم ملی برزیل( ۱۶ نفر دعوت شده اند) : 
پاسور ها: برونو رزنده، فرناندو کرلینگ
پشت‌خط‌زن ها: والاس دسوزا، آلان سوزا، فلیپه روک
سرعتی‌زن ها: مائوریسیو سوزا، فلاویو گالبرتو، ایزاک سانتوس، متئوس پینتا
قدرتی‌زن ها: مائوریسیو بورگس، ریکاردو لوکارلی، یوآندی لئال، داگلاس سوزا، گابریل واکاری
لیبرو ها: تالس هاس، مایک ناسیمنتو

## بلغارستان
در زیر لیست بلغارستان در لیگ ملت های مردان ۲۰۲۱ وجود دارد.
سرمربی:  سیلوانو پراندی
تیم ملی بلغارستان (۱۷ نفر دعوت شده اند) :
پاسورها: ولادیمیر استانکوف، سگانوف، سوتسلاو استانکوف
پشت‌خط‌زن ها: وکولوف، پاراپونوف
سرعتی‌زن ها: چاوداروف، کولف، گروژدانوف، کارتف
قدرتی‌زن ها: کاریاگین، آتاناسوف، پتروف، آسپاروهوف، لیوتسکانوف، سوتوسلاو ایوانوف
لیبرو ها:  ولادیسلاو ایوانوف، مارتین ایوانوف

## کانادا
در زیر لیست کانادا در لیگ ملت های مردان ۲۰۲۱ وجود دارد.
سرمربی:  گلن هوگ
تیم ملی کانادا ( ۱۷ نفر دعوت شده اند) : 
پاسورها: تیلور ساندرز، بلنک‌نائو، والش
پشت‌خط‌زن ها: اسکلاتر، ورنون
سرعتی‌زن ها: وندورن، ون‌برکل، ویگراس، شووارک، دمیانکو
قدرتی‌زن ها: پرین، مارشال، هوگ، تیموتی‌ مار، لوپکی
لیبرو ها : پریرا، کمرون‌بان

## فرانسه
لیست زیر لیست فرانسه در لیگ ملت های مردان ۲۰۲۱ است.
سرمربی:  لوران تیلیه
تیم ملی فرانسه (۱۸ نفره دعوت شده اند) : 
تیم ملی فرانسه هم لیست ۱۸ نفره خود را آماده کرد. اروین انگاپت در این رقابت ها حضور خواهد داشت. انگاپت با درخشش خود در لیگ جهانی ۲۰۱۵ و ۲۰۱۷ به عنوان باارزش‌ترین بازیکن مسابقات انتخاب شد و در سال ۲۰۱۶ نیز از سوی کنفدراسیون والیبال اروپا به عنوان تماشایی‌ترین بازیکن سال اروپا معرفی شد.
پاسور ها: بنجامین تونیوتی، آنتونین بریزارد، لئو مِیِر
پشت‌خط‌زن ها: ژان پاتری، استفان بویر، تئو فار
سرعتی‌زن ها: بارتلمی چیننیزه، نیکولاس لگاف، داریل بولتور، مویی گوئیه
قدرتی‌زن ها: اروین انگاپت، کوین تیلی، ژولین لینل، ترور کلونوت، تیبو روسارد، یاسین لوئاتی
لیبرو ها: ژنیا گربنیکوف، بنجامین دیِز

## آلمان
لیست زیر لیست آلمان در لیگ ملت های مردان ۲۰۲۱ است.
سرمربی:  آندره‌آ جیانی
تیم ملی آلمان (۱۷ نفر دعوت شده اند) :
پاسورها: لوکاس کامپا، یان زیمرمن، اریک بورگراف
پشت‌خط‌زن ها: سیمون هرش، لینوس وبر
سرعتی‌زن ها: مارکوس بومه، توبیاس کریک، نواه باکسفولر، فلوریا کریج، لوکاس مازه
قدرتی‌زن ها: کریستین فروم، روبن شات، موریتز ریچرت، دیوید سوزنهایمر، اریک روهرز
لیبرو ها: دنیس کالیبردا، ژولین زنگر

## ایران
لیست زیر لیست ایران در لیگ ملت های مردان ۲۰۲۱ است.
سرمربی:  ولادیمیر آلکنو
تیم ملی ایران (۱۷ نفر دعوت شده اند) : 
پاسور: سعید معروف، محمد طاهر وادی، جواد کریمی
پشت‌خط‌زن: امیر غفور، صابر کاظمی، بردیا سعادت
قدرتی‌زن: میلاد عبادی‌پور، پوریا فیاضی، میثم صالحی، امیرحسین اسفندیار، مرتضی شریفی
سرعتی‌زن: سید محمد موسوی، مسعود غلامی، علی شفیعی، علی اصغر مجرد، رضا عابدینی
لیبرو:محمدرضا حضرت‌پور، آرمان صالحی 
توماس توتولو (دستیار اول)، محمدرضا تندروان (دستیار دوم)، سیامک افروزی (پزشک و تراپیست)، نوید مشجری (آنالیزور)، مهدی خباز (بدنساز) و مانلی کسرایی (مترجم).

## ایتالیا
لیست زیر لیست ایتالیا در لیگ ملت های مردان ۲۰۲۱ است.
سرمربی: جانلورنزو بلنجینی
ایتالیایی ها که میزبان این رقابت ها هستند قرار است بدون بازیکنان اصلی پا در میدان این مسابقات بگذارند! فدراسیون والیبال ایتالیا اعلام کرده که بازیکنان به دو گروه مستقل برای مسابقات لیگ ملت ها و المپیک تقسیم بندی خواهند شد.  در تقسیم بندی های صورت گرفته بازیکنان جوان تر در لیگ ملت ها با سرمربی گری والنتینی شرکت خواهند داشت و بازیکنان باتجربه در اردوی دیگر زیر نظر بلنجینی تمرینات خود را پیش خواهند برد تا در رقابت ها المپیک حضور داشته باشند. 
بلنجینی که سرمربی اصلی تیم ملی والیبال ایتالیاست از این تقسیم بنده اظهار رضایت کرده و گفت: امسال اولویت المپیک بوده و کل برنامه ریزی ها و فعالیت ها حول این رویداد است.
تیم ملی ایتالیا (۱۶ نفره دعوت شده اند) :  
پاسور ها: ریکاردو اسبرتولی، لوکا اسپریتو
پشت‌خط‌زن ها: گابریل نلی، جولیو پینالی
سرعتی‌زن ها: روبرتو روسو، جان لوکا گالاسی، لورنزو کورتسیا، لئاندرو موسکا
قدرتی‌زن ها: الساندرو میکیلتو، فرانچسکو رسینه، ماتیا بوتولو، اورسته کاووتو، دیوید گاردینی
لیبرو ها: فابیو بالاسو، فلیپو فدریکی، لئاندرو اسکنفرلا

## ژاپن
لیست زیر لیست ژاپن در لیگ ملت های مردان ۲۰۲۱ است.
سرمربی:  یوئیچی ناگائیچی
تیم ملی ژاپن ( ۱۷ نفر دعوت شده اند) :
پاسور ها: ماساکی اویا، فوجی، سکیتا،
پشت‌خط‌زن ها: شیمیزو، نیشیدا، اوتاکه
سرعتی‌زن ها: اونودرا، یاماووچی، هاکو ری، کنتارو تاکاهاشی
قدرتی‌زن ها: ایشیکاوا، فوکوزاوا، اوتسوکا، تاکاناشی، ران تاکاهاشی
لیبرو ها: یاماموتو، اوگاوا
| شماره | نام               | موقعیت | تاریخ تولد     | قد                       | وزن                    | سنبله                   | مسدود کردن              | باشگاه 2020/21                  |
| ----- | ----------------- | ------ | -------------- | ------------------------ | ---------------------- | ----------------------- | ----------------------- | ------------------------------- |
| ۱     | کونیهیرو شیمیزو   | OP     | ۱۱ اوت ۱۹۸۶    | ۱٫۹۳ متر (۶ فوت ۴ اینچ)  | ۹۷ کیلوگرم (۲۱۴ پوند)  | ۳۴۸ سانتیمتر (۱۳۷ اینچ) | ۳۲۰ سانتیمتر (۱۳۰ اینچ) | پاناسونیک پنترز                 |
| ۲     | Taishi Onodera    | MB     | ۲۷ فوریه ۱۹۹۶  | ۲٫۰۱ متر (۶ فوت ۷ اینچ)  | ۹۸ کیلوگرم (۲۱۶ پوند)  | ۳۴۶ سانتیمتر (۱۳۶ اینچ) | ۳۲۳ سانتیمتر (۱۲۷ اینچ) | JT Thunders                     |
| ۳     | Naonobu Fujii     | S      | ۵ ژانویه ۱۹۹۲  | ۱٫۸۳ متر (۶ فوت ۰ اینچ)  | ۷۸ کیلوگرم (۱۷۲ پوند)  | ۳۱۲ سانتیمتر (۱۲۳ اینچ) | ۲۹۷ سانتیمتر (۱۱۷ اینچ) | Toray Arrows                    |
| ۴     | Issei Otake       | OP     | ۳ دسامبر ۱۹۹۵  | ۲٫۰۱ متر (۶ فوت ۷ اینچ)  | ۹۸ کیلوگرم (۲۱۶ پوند)  | ۳۴۵ سانتیمتر (۱۳۶ اینچ) | ۳۲۷ سانتیمتر (۱۲۹ اینچ) | پاناسونیک پنترز                 |
| ۵     | تاتسویا فوکوزاوا  | WS/OH  | ۱ ژوئیه ۱۹۸۶   | ۱٫۸۹ متر (۶ فوت ۲ اینچ)  | ۸۸ کیلوگرم (۱۹۴ پوند)  | ۳۵۵ سانتیمتر (۱۴۰ اینچ) | ۳۳۰ سانتیمتر (۱۳۰ اینچ) | پاریس                           |
| ۶     | Akihiro Yamauchi  | MB     | ۳۰ نوامبر ۱۹۹۳ | ۲٫۰۴ متر (۶ فوت ۸ اینچ)  | ۸۰ کیلوگرم (۱۸۰ پوند)  | ۳۵۰ سانتیمتر (۱۴۰ اینچ) | ۳۳۵ سانتیمتر (۱۳۲ اینچ) | پاناسونیک پنترز                 |
| ۱۱    | Yuji Nishida      | OP     | ۳۰ ژانویه ۲۰۰۰ | ۱٫۸۶ متر (۶ فوت ۱ اینچ)  | ۸۷ کیلوگرم (۱۹۲ پوند)  | ۳۵۰ سانتیمتر (۱۴۰ اینچ) | ۳۳۵ سانتیمتر (۱۳۲ اینچ) | JTEKT Stings                    |
| ۱۲    | Masahiro Sekita   | S      | ۲۰ نوامبر ۱۹۹۳ | ۱٫۷۵ متر (۵ فوت ۹ اینچ)  | ۷۳ کیلوگرم (۱۶۱ پوند)  | ۳۳۱ سانتیمتر (۱۳۰ اینچ) | ۲۹۶ سانتیمتر (۱۱۷ اینچ) | Osaka Blazers Sakai             |
| ۱۳    | Masaki Oya        | S      | ۲۳ آوریل ۱۹۹۵  | ۱٫۷۸ متر (۵ فوت ۱۰ اینچ) | ۷۰ کیلوگرم (۱۵۰ پوند)  | ۳۲۰ سانتیمتر (۱۳۰ اینچ) | ۳۱۰ سانتیمتر (۱۲۰ اینچ) | سانتوری سانبیردز                |
| ۱۴    | یوکی ایشیکاوا (c) | WS/OH  | ۱۱ دسامبر ۱۹۹۵ | ۱٫۹۱ متر (۶ فوت ۳ اینچ)  | ۸۴ کیلوگرم (۱۸۵ پوند)  | ۳۵۱ سانتیمتر (۱۳۸ اینچ) | ۳۲۷ سانتیمتر (۱۲۹ اینچ) | Power Volley Milano             |
| ۱۵    | Haku Lee          | MB     | ۲۷ دسامبر ۱۹۹۰ | ۱٫۹۳ متر (۶ فوت ۴ اینچ)  | ۸۲ کیلوگرم (۱۸۱ پوند)  | ۳۴۴ سانتیمتر (۱۳۵ اینچ) | ۳۳۰ سانتیمتر (۱۳۰ اینچ) | Toray Arrows                    |
| ۱۶    | Kentaro Takahashi | MB     | ۸ فوریه ۱۹۹۵   | ۲٫۰۱ متر (۶ فوت ۷ اینچ)  | ۱۰۳ کیلوگرم (۲۲۷ پوند) | ۳۵۵ سانتیمتر (۱۴۰ اینچ) | ۳۳۸ سانتیمتر (۱۳۳ اینچ) | Toray Arrows                    |
| ۱۷    | Kenta Takanashi   | WS/OH  | ۲۵ مارس ۱۹۹۷   | ۱٫۸۹ متر (۶ فوت ۲ اینچ)  | ۷۸ کیلوگرم (۱۷۲ پوند)  | ۳۳۷ سانتیمتر (۱۳۳ اینچ) | ۳۲۰ سانتیمتر (۱۳۰ اینچ) | تویودا گوسی ترفورزا             |
| ۱۹    | Tatsunori Otsuka  | WS/OH  | ۵ نوامبر ۲۰۰۰  | ۱٫۹۴ متر (۶ فوت ۴ اینچ)  | ۸۰ کیلوگرم (۱۸۰ پوند)  | ۳۳۸ سانتیمتر (۱۳۳ اینچ) | ۳۲۵ سانتیمتر (۱۲۸ اینچ) | واسدا                           |
| ۲۰    | Tomohiro Yamamoto | L      | ۵ نوامبر ۱۹۹۴  | ۱٫۷۱ متر (۵ فوت ۷ اینچ)  | ۶۹ کیلوگرم (۱۵۲ پوند)  | ۳۰۱ سانتیمتر (۱۱۹ اینچ) | ۲۹۹ سانتیمتر (۱۱۸ اینچ) | Sakai Blazers                   |
| ۲۱    | Ran Takahashi     | WS/OH  | ۲ سپتامبر ۲۰۰۱ | ۱٫۸۸ متر (۶ فوت ۲ اینچ)  | ۷۲ کیلوگرم (۱۵۹ پوند)  | ۳۴۳ سانتیمتر (۱۳۵ اینچ) | N/A                     | Nippon Sport Science University |
| ۲۴    | Tomohiro Ogawa    | L      | ۴ ژوئیه ۱۹۹۶   | ۱٫۷۶ متر (۵ فوت ۹ اینچ)  | ۶۶ کیلوگرم (۱۴۶ پوند)  | ۳۰۵ سانتیمتر (۱۲۰ اینچ) | ۲۷۰ سانتیمتر (۱۱۰ اینچ) | تویودا گوسی ترفورزا             |

## هلند
در زیر لیست هلند در لیگ ملت های مردان ۲۰۲۱ وجود دارد.
سرمربی:  گیدو ورمولن
تیم ملی هلند(۱۸ نفر دعوت شده اند) :
پاسورها: مارکوس هلد، وسل کمینک، گیس ون سولکمه، فریک د وِیِر
پشت‌خط‌زن ها: نیمیر عبدالعزیز
سرعتی‌زن ها: لوک ون در انت، فابیان پلیک، مایکل ون زیست، میچل پارکینسون، توان ویلتنبرگ
قدرتی‌زن ها: تیس ترهورست، گیس جورنا، جونیور توینسترا، استیون اوتونجر، استین ون شیه، استین ونتیلبرگ
لیبرو ها:  جاست درانکرز، روبرت آندرینگا

## لهستان
موارد زیر لیست لهستان در لیگ ملت های مردان ۲۰۲۱ است.
سرمربی:  ویتال هینن
تیم ملی لهستان (۱۸+۱ نفر دعوت شده اند) : 
تیم ملی لهستان هم که نیمکت بسیار قوی دارد، تمامی بازیکنان اصلی خود را به رقابت های لیگ ملت های والیبال آورده است.  ویتال هینن، مربی بلژیکی تیم ملی والیبال لهستان که باید لیست ۱۸ نفره خود را برای لیگ ملت ها آماده می کرد مجبور شد برخی از بازیکنان مطرح جهان را خط بزند. جاکوب پوپیو ، نوربرت هوبر، مارچین کومندا، آرتور شالپوک، بارتوش کولک و داوید کونارسکی از جمله بازیکنانی هستند که تیم ملی لهستان را در لیگ ملت ها همراهی نخواهند کرد.
پاسور ها: فابین دژیزگا، گژگوش لوماچ، مارسین یانوش
پشت‌خط‌زن ها: بارتوش کورک، ووکاش کاچمارک، ماچی موزای
سرعتی‌زن ها: ارول کلوس، متئوش بینیک، یاکوب کوخانوفسکی، پیوتر نواکوفسکی، نوربرت هوبر ( در دقایق آخر به لیست تیم ملی لهستان اضافه شد)
قدرتی‌زن ها: ویلفردو لئون، میخال کوبیاک، الکساندر شیفکا، کمیل سمونیک، بارتوش بدنوژ، توماش فورنال
لیبرو ها: پاول زاتورسکی، دامیان وویتاشک

## روسیه
لیست زیر لیست روسیه در لیگ ملت های مردان ۲۰۲۱ است.
سرمربی:  توماس ساملوو
تیم ملی روسیه (۱۶ نفر دعوت شده اند) : 
روسیه هم نام ۱۶ بازیکن خود را برای لیگ ملت ها  اعلام کرده که می توان به نام ماکسیم میخاییلوف اشاره کرد. می توان گفت که  ماکسیم از بهترین اسپکرهای یک دهه اخیر والیبال جهان به‌شمار می‌رود.
پاسور ها: ایگور کوبزار، پاول پانکوف
پشت‌خط‌زن ها: ماکسیم میخاییلوف، دیمیتری موزرسکی، ویکتور پولتائف
سرعتی‌زن ها: ایلیا ولاسوف، آرتم ولویچ، الیاس کورکائف، ایوان یاکوولف
قدرتی‌زن ها: ایگور کلیوکا، دیمیتری ولکوف، دنیس بوگدان، یاروسلاو پودلسنیخ، آنتون سمیشف
لیبرو ها: والنتین گولابف، اوگنی بارانوف

## صربستان
لیست زیر لیست صربستان در لیگ ملت های مردان ۲۰۲۱ است.
سرمربی:  اسلوبودان کواچ
تیم ملی صربستان ( ۱۷ نفر دعوت شده اند) :
پاسور ها: نیکولا یوویچ، ووک تودوروویچ، الکسا باتاک
پشت‌خط‌زن ها: الکساندر آتاناسیویچ، دراژن لوبوریچ، بوژیدار ووچیچویچ
سرعتی‌زن ها: مارکو پودراشچانین، سرچکو لیسیناک، پتار کراسمانوویچ، استوان سیمیچ،  
قدرتی‌زن ها: مارکو ایوویچ، اوروش کواچویچ، میران کویونژیچ، پاول پریچ، دیوید کواچ
لیبرو ها: نیکولا پتکوویچ، میلوراد کاپور

## اسلوونی
لیست زیر اسلوونی در لیگ ملت های مردان 2021 است.
سرمربی:  آلبرتو جولیانی
تیم ملی اسلوونی (۱۶ نفر دعوت شده اند) :
پاسورها: دژان وینچیچ، گرگور روپرت، گرگور پرنوس
پشت‌خط‌زن ها: تونچک استرن، میتیا گاسپارینی، آلن اسکت
سرعتی‌زن ها: آلن پاینک، یان کوزامرنیک، ساسو استالکار، ماتیچ ویدچنیک
قدرتی‌زن ها: تاین اورنات، کلمن سبولی، زیگا استرن، یان کلوبوکار، روک موزیچ
لیبرو:  یانی کواچیچ

## ایالات متحده آمریکا
لیست زیر لیست ایالات متحده در لیگ ملت های مردان ۲۰۲۱ است.
سرمربی:  جان اسپرو
تیم ملی آمریکا (۱۹ بازیکن دعوت شده اند) :
آمریکا با تمام قوا به میدان آمده و به نظر می آید جان اسپرا سرمربی تیم ملی والیبال مردان آمریکا لیست ۱۹ نفره بازیکنان خود را برای حضور در لیگ ملت ها به دقت انتخاب کرده است. طبق اسامی اعلام شده مشخص شد که در میان بازیکنان، ستاره هایی که در دو دوره قبل لیگ ملت ها روی سکو رفته بودند، در ایتالیا حضور پیدا خواهند کرد.  اما غایب اصلی و بزرگ لیست اعلام شده آرون راسل است که در ماه های گذشته به دلیل آسیب دیدگی مجبور به جراحی شد و اکنون دوران نقاهت را پشت سر می گذارد.
پاسورها: مایکل کریستنسن، کاویکا شوجی، جاش توآنیگا
پشت خط زن ها: متیو اندرسون، بنجامین پچ، کایل انسینگ،  جِیک هانس
دریافت‌کنندگان قدرتی: تیلور ساندر، توماس جاشکه، برندن ساندر، تی جی دی‌فالکو، گرت موگوتوتیا
سرعتی زن ها: مکس هولت، دیوید اسمیت، جف جندریک، تیلور آوریل، میچ استال
لیبروها: اریک شوجی، داستین واتن